# 岡島千代造

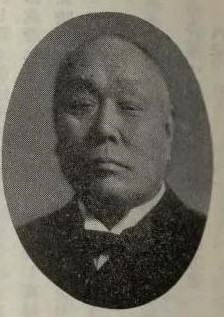
岡島千代造

岡島 千代造（おかじま ちよぞう、嘉永6年10月23日（1853年11月23日） - 大正10年（1921年）11月7日）は、日本の発明家。縞モスリンを発明した。
大和国（現在の奈良県）葛城郡出身。上阪して毛斯綸友禅染業に従事し、明治14年に写染法緋糊を発明し、緋友禅写染法を発明した。明治41年に縞モスリン染織法を発明し特許を受けた。
毛斯綸友禅染業組合総取締役、大阪商業会議所議員、帝国発明協会監事などの公職を務めた。
緑綬褒章及び飾版を下賜され、生前、病が重くなると特旨を以って正七位に叙せられた。